# Muralla Aureliana

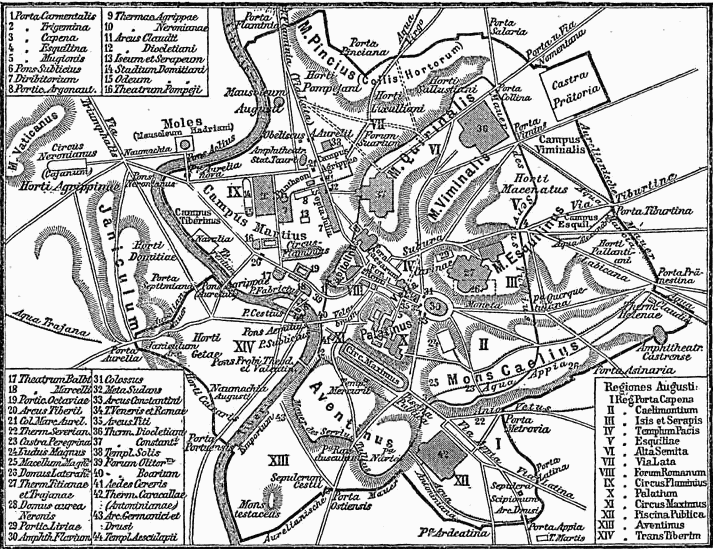
Muralla Aureliana (perímetre)

La muralla Aureliana (en italià Mura Aureliane) és una construcció militar de caràcter defensiu construïda a la ciutat de Roma per l'emperador Aurelià i continuada per l'emperador Marc Aureli Probe. Es va construir de l'any 271 a 275. Van substituir l'antiga Muralla Serviana construïda al segle iv aC, i van incloure els barris nous de Roma. Tenia una longitud original de 19 quilòmetres, en l'actualitat se'n conserven 12,5. Va ser construït per a defensar Roma de les invasions bàrbares, que van començar a partir de l'any 271.

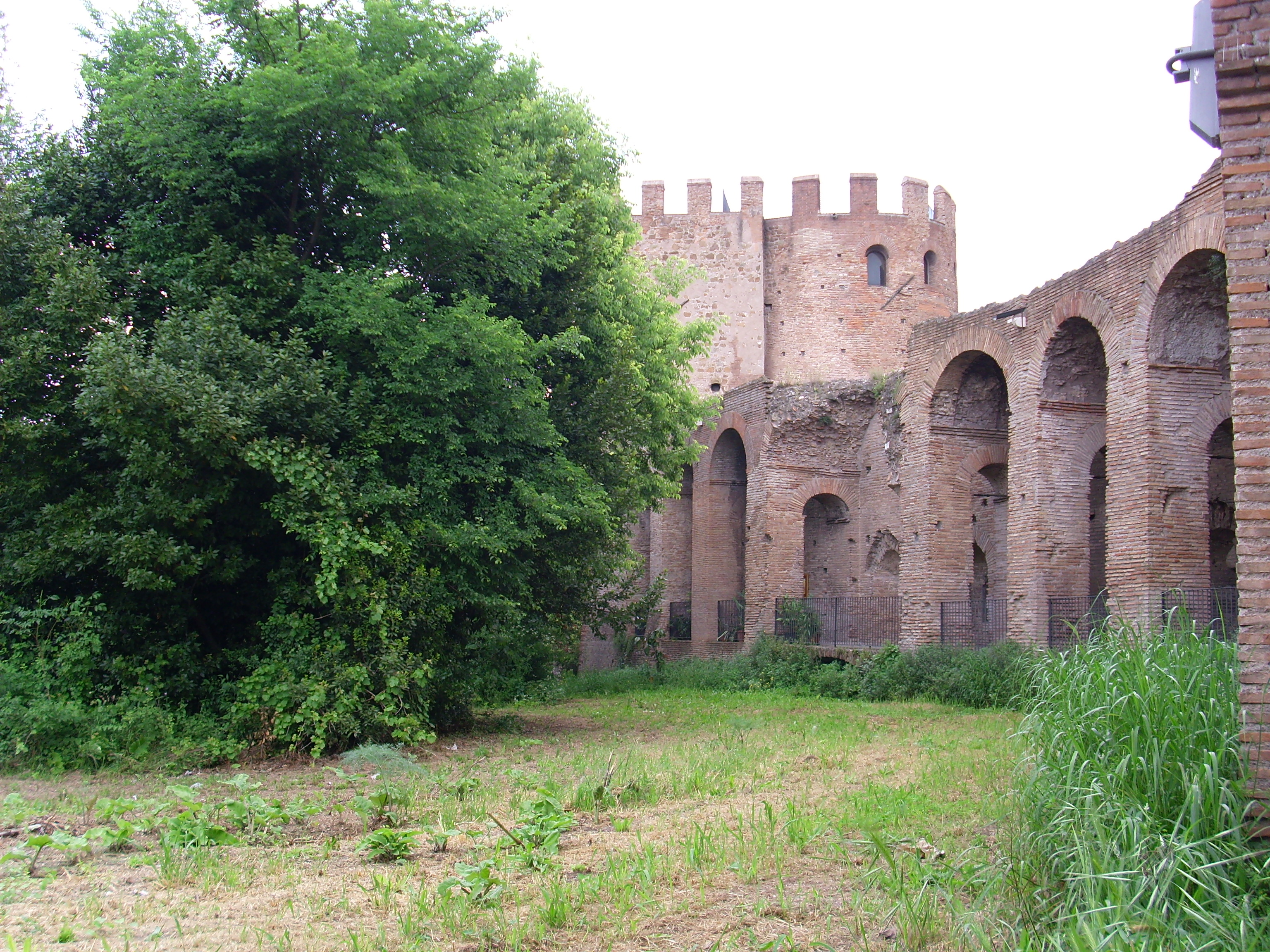
Tram de la muralla vora la porta de San Sebastiano, amb el camí de ronda inferior cobert

Les muralles tancaven els set turons de Roma més el Camp de Mart i, a la riba dreta del Tíber, el barri del Trastevere. Les ribes del riu dins dels límits de la ciutat sembla que no es van fortificar, però estaven fortificades en tota la llargada del Camp de Mart. El cercle complet envoltava una superfície de 1400 hectàrees. Les parets tenien 3,5 m de gruix i 8 m d'alçada, amb una torre quadrangular cada 100 peus romans (29,6 m). Van ser remodelades al segle v, en què van doblar l'alçada (que va arribar fins a 16 m), per ordre del general Flavi Estilicó, home fort de l'imperi en època d'Honori. Tenien forma d'hexàgon i s'hi emplaçaven 382 torres, 7.020 merlets, 18 portes principals, 5 poternes, 116 latrines i 2.066 finestres exteriors.

## Història
Davant del creixement de la ciutat que cap al segle iii ja havia sobrepassat de molt l'àrea de l'antiga Muralla Serviana, es va creure oportú fortificar-la de nou. No s'havia fet abans perquè no hi va haver enemics capaços d'arribar fins a la ciutat, i es creia que la Pax Romana duraria molt de temps. L'exèrcit era potent i protegia de qualsevol incursió. Però quan al segle iii els bàrbars van entrar per les fronteres de Germània l'exèrcit romà es va apressar a defensar-les. L'any 270 els iutungs i els vàndals van envair el nord d'Itàlia, i van derrotar els romans a Placentia, encara que finalment van ser expulsats. L'estiu del 271 hi va haver una revolta a Roma dirigida per Felicíssim, que amb els treballadors de la casa de la moneda es va aixecar contra l'emperador. Hi va haver milers de morts.
La construcció de les muralles per part d'Aurelià com a mesura d'emergència va ser una reacció a la invasió bàrbara del 270. L'historiador Aureli Víctor afirma explícitament que el projecte tenia com a objectiu pal·liar la vulnerabilitat de la ciutat. Se suposa que Aurelià també volia enviar un senyal polític per indicar que el poble de Roma es mantindria lleial, a més de servir com a declaració pública de la fermesa del poder de l'emperador. La construcció de les muralles va ser, amb diferència, el projecte de construcció més gran que havia tingut lloc a Roma durant moltes dècades, i l'obra era la declaració de la fortalesa de Roma. El projecte de construcció el van executar de forma inusual els mateixos ciutadans, ja que Aurelià no es podia permetre el luxe de destinar un sol legionari per al projecte degut a l'amenaça dels bàrbars i les preocupacions dins de l'exèrcit, que havia patit una guerra civil, fam i l'anomenada Pesta de Cebrià, una pandèmia que va afectar tot l'Imperi.
Les muralles es van construir només en cinc anys, encara que Aurelià va morir abans de finalitzar el projecte. Per accelerar el procés de construcció i per estalviar diners es van incorporar edificis preexistents en l'estructura, com ara l'Amfiteatre Castrense, la Castra Praetoria, on hi havia la Guàrdia Pretoriana la piràmide de Cesti i fins i tot una secció de l'aqüeducte d'Aqua Claudia prop de la Porta Maggiore. Sembla que una sisena part de les muralles tenien incloses estructures preexistents. Es va netejar una zona darrere dels murs i es van construir passatges de sentinella per poder reforçar-lo ràpidament en cas d'emergència.
L'efectivitat real de la muralla és discutible, degut al fet que la guarnició de la ciutat no disposava de gaires efectius. La força combinada de la Guàrdia Pretoriana, les cohorts urbanes i els vigiles de Roma era només d'uns 25.000 homes, massa pocs per defensar el circuit adequadament. Tanmateix, la intenció militar de la muralla no era suportar un setge prolongat, perquè no era habitual que els exèrcits bàrbars assetgessin ciutats per estar poc equipats i proveïts per a aquesta tasca. En canvi, feien incursions d'atac i fugida contra objectius mal defensats. El mur era un element dissuasiu contra aquestes tàctiques.
L'emperador Maxenci va reforçar algunes parts de la muralla, i també va millorar les torres de guaita. L'any 401, sota Flavi Honori, es van millorar les muralles i les portes. En aquesta època, el Mausoleu d'Adrià es va incorporar com a fortalesa a les defenses de la ciutat.

## Ús posterior
Les muralles d'Aurelià van continuar sent una defensa militar important per a la ciutat de Roma fins al 20 de setembre de 1870, quan els Bersaglieri del Regne d'Itàlia van trencar el mur prop de la Porta Pia i van ocupar Roma. Les muralles també definien el límit de la ciutat de Roma fins al segle xix.
Les muralles d'Aurelià es mantenen avui notablement ben conservades, en gran part fruit pel fet que van servir de fortificació principal de Roma fins al segle xix. Al Museo delle Mura prop de la Porta de San Sebastiano hi ha una bona informació sobre la construcció de les muralles i com funcionaven les defenses. Els trams de muralles més ben conservats són des del Muro Torto (Villa Borghese) fins al Corso d'Italia i el Castro Pretorio, de la Porta de San Giovanni a Porta Ardeatina, de la Porta Ostiense al Tíber, i al voltant de Porta de San Pancrazio. L'any 2001, 400 metres de les muralles van ser destruïts per una violenta tempesta, però es van restaurar i reinaugurar l'any 2006.

## Portes[3]
Llista de les portes de la Muralla Aureliana, començant des del punt més al nord i en sentit de les agulles del rellotge:
- Porta Flamínia (avui Porta del Popolo), inici de la Via Flamínia.
- Porta Pinciana, s'obria en direcció al turó Pincio.
- Porta Pia, aquí començava la nova Via Nomentana.
- Porta Nomentana, aquí s'iniciava l'antiga Via Nomentana.
- Porta Praetoriana una antiga entrada a la Castra Praetoriana, el campament de la Guàrdia Pretoriana.
- Porta Tiburtina, on començava la Via Tiburtina.
- Porta Maggiore o Porta Praenestina, on s'iniciava la Via Prenestina.
- Porta de san Giovanni, prop de la catedral de Sant Joan del Laterà.
- Porta Asinaria, on s'iniciava la Via Tusculana en direcció a Túsculum.
- Porta Metronia.
- Porta Latina, on començava la Via Llatina.
- Porta de San Sebastiano o Porta Appia, d'on sortia la Via Àpia.
- Porta Ardeatina.
- Porta de San Paolo o Porta Ostiense, vora la Piràmide de Cesti, i de l'actual Sant Pau Extramurs, on s'iniciava la Via Ostiense.

Portes al Trastevere, des de l'extrem sud i en sentit horari:
- Porta Portuensis, on s'iniciava la Via Portuense.
- Porta Aurelia o Porta de San Pancrazio.
- Porta Settimiana
- Porta Aurelia-Sancti Petri, també coneguda amb el nom de Porta Cornelia.